# 你又來了

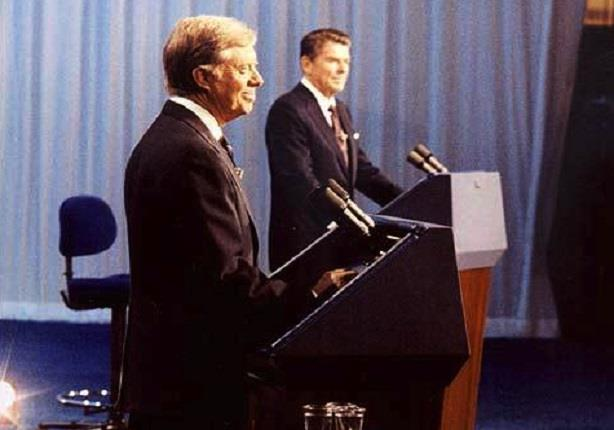
1980年10月28日，时任总统吉米·卡特（左）和雷根（右）在总统辩论会。

“There you go again”通常翻譯為“你又來了”，在美國政治話題中常被指代罗纳德·里根在幾次辯論常使用的短語。該句短語最初且最知名的一次使用是在1980年美國總統選舉期間同民主黨籍競選对手吉米·卡特的辯論上。這句短語在雷根之後的幾次論辯中多次使用，主要目的都是為使對方的對其的陳述與指控無效化；这句短语也在1980年後被政治人物多次引用且經久不衰。通常“你又来了”被用于暗示對手在申辯中夸大其词、歇斯底里，在辩论中是一种快速且有效的回击方式。

## 背景
1980年正值美国大选期间，时任总统卡特及加州州长雷根参与第二次总统辩论会。该次辩论会由美利坚全国妇女联盟举办。在这次辩论会上，卡特就雷根曾反对政府推行健康保险政策展开攻势：
吉米·卡特（时任总统）：   
[...]（本届政府）一项又一项关于医保方面的改革提案显然引起了我国高龄人士的关注。我们也应该对他们做出这样的承诺：即社会福利不应通过征税从而达到平衡，社会福利向退休人员的支付标准也不应有任何强制性的改变；可事实却是，里根州长自他的政治生涯开始以来，就在这个国家展开反对推行医保的运动。而现在，我们将有机会走向国家制健康保险，强调预防疾病；并且强调门诊护理，而不是住院护理；通过控制医院成本以压低患者住院费用；也应关注对健康造成严重伤害的医保。如果一个家庭因医疗问题而面临高额的账单支付从而造成经济上的损失，那么保险给予其帮助；而这些都是国家健康保险的各种要素，且对我国国民是极为重要。然而里根州长却又一次反对这样的提议。    
霍华德·K·史密斯（辩论会主持人）：州长对此有何回应？    
罗纳德·雷根（时任加州州长）  :
 你又来了 。当我反对这项提案时，国会那时正有另一项能解决相同问题的提案。而我碰巧赞成这一项提案，因为我认为它对老年人权益更有利，并能提供比最终通过的那项提案更好的护理。我并不反对为他们提供护理的基本原则；我只是反对该项提案与另一提案之间的差异虽说卡特对雷根的批评是基于他确实的记录，然而雷根的这次反驳也成功地影响了之后新闻报导。雷根在这次辩论中不仅重申了他的立场，同时也暗示吉米·卡特对他的批评时“夸大的”。  美联社在2008年的某篇文章中指出“雷根是个在辩论中捕捉关键的敏锐者，他的这句“你又来了”不仅化解了对手的攻势，同时还让人印象深刻”。

## 影响及借用
除与吉米·卡特的的总统辩论外，雷根也将这一短语战术性地运用在1984年同沃尔特·蒙代尔的第一阶段总统辩论中。雷根也很常在召开总统发布会时使用这句话。之后的使用包括但不限于：共和党副总统候选人萨拉·佩林于2008年美国副总统辩论会对民主党对手乔·拜登使用；在2012年美国总统大选期间，比尔·克林顿在批评共和党纲领时称：“他们又来了”，以及在2016年的副总统辩论中，共和党副总统提名人迈克·彭斯在回应民主党副总统提名人蒂姆·凯恩的指控时，称“他们又来了”。

## 文献
1. ↑  Raasch, Chuck. . USA Today. 2004-06-05  [2008-11-05]. （原始内容存档于2012-09-09）.
2. ↑  . Gannett News Service. 2008-11-04  [2008-11-05].[]
3. ↑  . The Washington Post. 2008-01-24  [2008-11-05]. （原始内容存档于2021-12-06）.
4. ↑  Mears, Walter R. . Seattle Times. 2008-10-10  [2008-11-05]. （原始内容存档于2008-10-16）.
5. ↑  . CNN.   [2017-11-12]. （原始内容存档于2019-01-20）.
6. 1 2  Bauder, David. . Associated Press. 2008-10-08  [2008-11-05]. （原始内容存档于2008-10-11）.
7. ↑  Espo, David. . MPR News.   [September 8, 2012]. （原始内容存档于2013-01-27）.
8. ↑  .   [2021-10-30]. （原始内容存档于2021-11-04）.